# Anastasia Pierce
Anastasia Pierce (La Chaux-de-Fonds, Suiza; 22 de febrero de 1974) es una actriz pornográfica, directora, productora y modelo erótica suiza.

## Biografía
Anastasia Pierce, nombre artístico de Tania Pierce, nació en febrero de 1974 en La Chaux-de-Fonds, ciudad y comuna suiza del Cantón de Neuchâtel, situado en Romandía (o Suiza francesa). Comenzó su carrera en la industria del entretenimiento como modelo erótica y fetichista especializada en el bondage.
Debutó como actriz porno en 2002, a la edad de 28 años. Desde sus comienzos ha trabajado en producciones para Evil Angel, Elegant Angel, Hustler, Bizarre, Girlfriends Films, Gothic Media, L Factor, Gwen Media o Adam & Eve, entre otras muchas.
Comenzando su carrera como actriz, se trasladó desde Suiza hasta Los Ángeles (California), donde ha desarrollado gran parte de su carrera tanto de actriz como de modelo.
Como actriz, ha grabado más de 430 películas. Sus comienzos destacaron por grabar películas de corte fetichista y lésbico, realizando sus primeras escenas chico/chica años después. De entre sus películas como actriz destacan Busty Bound Beauties, Milfs Lovin' Milfs, Hustler's Taboo 2, Asylum, Bound By Beauty o Nurse Lick 13.
En 2005 debutó como directora y productora, creando su propia compañía y especializándose en películas de temática fetichista y bondage, campo en el que aportó su experiencia como modelo desde hace años, grabando hasta la actualidad más de 80 filmes. Tras las cámaras, algunas aportaciones son Bondage Dreams, College Reunion, Latex Dolls, Obey Her, Rub Me Good, Shameless, Submission o Teacher's Pet.
Otra parcela en la que se ha distinguido es en el de parodias de superheroínas como Bruja Escarlata, Batgirl, Batwoman, Wonder Woman o Poison Ivy en películas como Catwoman, Batgirl Rises, Scarlet Witch 3, Supergirl Powerless o Wonder Woman vs Poison Ivy: A Fetish Parody.
En el año 2009 fue nominada en los Premios AVN a la Mejor película de temática BDSM por Hustler's Taboo: Bound and Tied. En esa misma edición ganó el premio a la Mejor serie de especialidad (otros géneros) por la saga Hustler's Taboo.

## Premios y nominaciones
| Año  | Ceremonia   | Resultado | Premio                                      | Trabajo                         |
| ---- | ----------- | --------- | ------------------------------------------- | ------------------------------- |
| 2009 | Premios AVN | Ganadora  | Mejor serie de especialidad (otros géneros) | Hustler's Taboo                 |
| 2009 | Premios AVN | Nominada  | Mejor película de temática BDSM             | Hustler's Taboo: Bound and Tied |
| 2013 | Sex Awards  | Nominada  | Estrella porno del año                      | —                               |
| 2015 | Premios AVN | Nominada  | Premio fan: Artista más extravagante        | —                               |
| 2016 | Premios AVN | Nominada  | Premio fan: Mejores pechos                  | —                               |
| 2017 | Premios AVN | Nominada  | Premio fan: Mejores pechos                  | —                               |
| 2018 | Premios AVN | Nominada  | Premio fan: MILF más caliente               | —                               |
| 2019 | Premios AVN | Nominada  | Artista de nicho del año                    | —                               |
| 2019 | Premios AVN | Nominada  | Premio fan: MILF más caliente               | —                               |